# Metropolitano de Lausanne

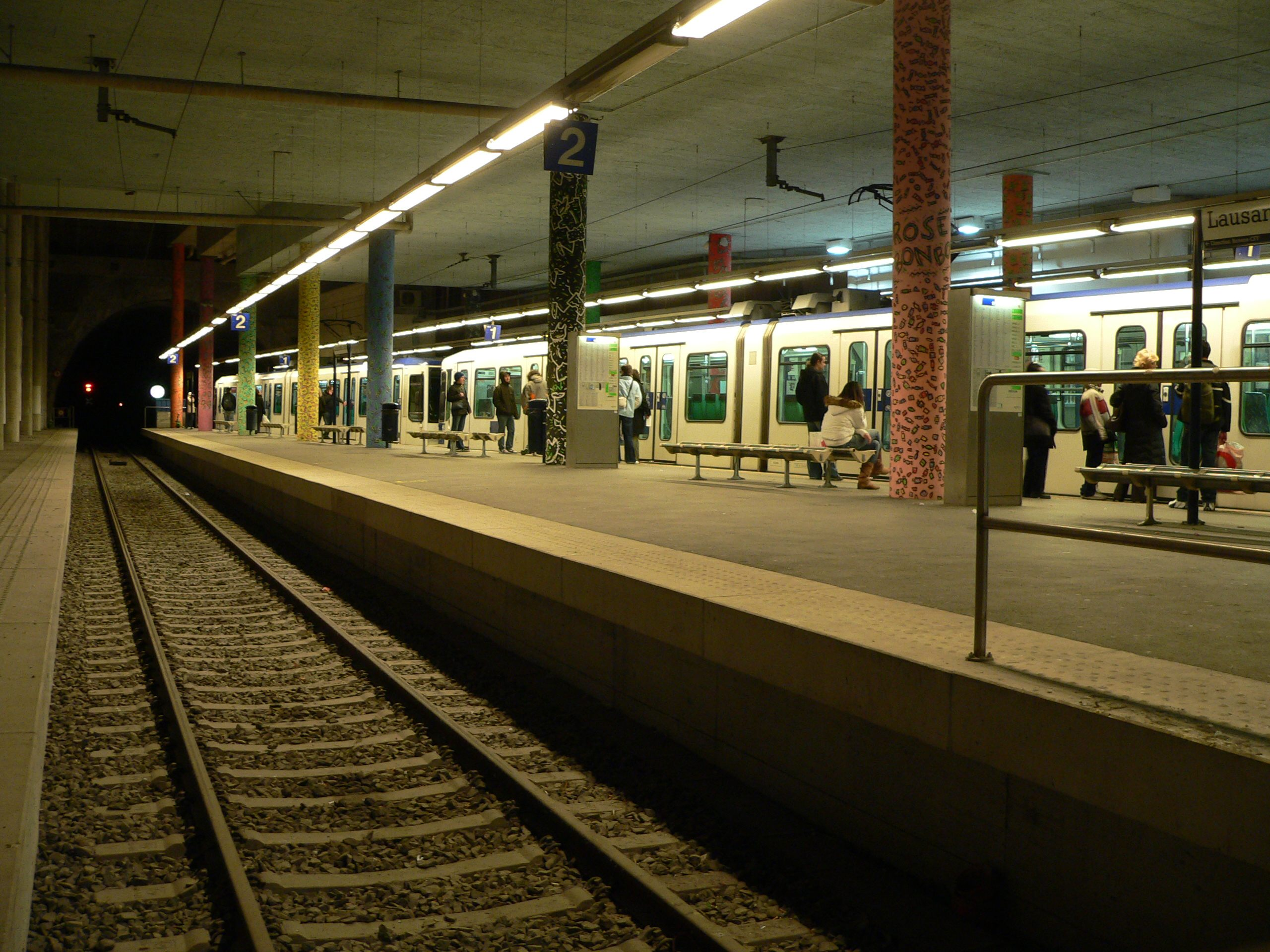
Lausanne-Flon é uma estação ferroviária e de metrô no distrito de Flon, no centro de Lausanne

O metrô (português brasileiro) ou metro (português europeu) de Lausanne, ou, na sua forma portuguesa, de Lausana, é um sistema de metropolitano que serve a cidade suíça de Lausanne.